# Toby Wallace
Toby Wallace (6 de junio de 1995) es un actor australiano, reconocido principalmente por su papel en el filme Babyteeth (2019), por el que ganó el Premio Marcello Mastroianni en el Festival de Cine de Venecia de 2019, y el Premio AACTA como mejor actor protagónico en 2020.

## Biografía
Wallace nació en el Reino Unido y se mudó con su familia a Australia en su infancia. A los trece años registró su primera aparición en un largometraje, interpretando el papel de un supremacista blanco en el filme Lucky Country (2009). En 2012 figuró en el telefilme Underbelly Files: The Man Who Got Away, e interpretó un papel recurrente en el seriado Neighbours.
Dos años después interpretó a un joven Michael Hutchence en la miniserie INXS: Never Tear us Apart. Tras participar en la laureada película australiana Babyteeth, interpretó el papel del músico británico Steve Jones en la miniserie Pistol, acerca de la banda de punk Sex Pistols.

## Filmografía

### Cine
| Año  | Título                      | Papel       | Notas |
| ---- | --------------------------- | ----------- | ----- |
| 2009 | Dark Frontier               | Tom         |       |
| 2011 | Surviving Georgia           | Albie       |       |
| 2013 | Return to Nim's Island      | Edmund      |       |
| 2013 | The Last Time I Saw Richard | Jonah       | Corto |
| 2013 | Galore                      | Danny       |       |
| 2013 | The Turning                 | Blakey      |       |
| 2013 | Grandad                     |             |       |
| 2013 | A Great Man                 | Dusty       | Corto |
| 2016 | St Elmo                     | Joshua      | Corto |
| 2016 | Boys in the Trees           | Corey       |       |
| 2017 | Smashed                     | Dean        | Corto |
| 2017 | Tangles and Knots           | Taylor      | Corto |
| 2018 | Entrenched                  | Thomas      | Corto |
| 2018 | Acute Misfortune            | Erik Jensen |       |
| 2018 | Nursery Rhymes              | Joven       | Corto |
| 2019 | Babyteeth                   | Moses       |       |
| 2023 | Finestkind                  | Charlie     |       |
| 2023 | The Bikeriders              | The Kid     |       |

### Televisión
| Año  | Título                                 | Rol               | Notas     |
| ---- | -------------------------------------- | ----------------- | --------- |
| 2011 | Underbelly Files: The Man Who Got Away | David Junior      |           |
| 2012 | Neighbours                             | Corey O'Donaghue  |           |
| 2014 | INXS: Never Tear Us Apart              | Michael Hutchence | Telefilme |
| 2014 | Parer's War                            | Judy Garland      | Telefilme |
| 2014 | It's a Date                            | Nathan            |           |
| 2018 | Romper Stomper                         | Kane              |           |
| 2019 | The Society                            | Campbell Eliot    |           |
| 2022 | Pistol                                 | Steve Jones       | Miniserie |